# Lola Vélez
Lola Vélez nació en el municipio de Bello, Antioquia en 1925. pintora, acuarelista y muralista, colombiana.
Fue alumna de Pedro Nel Gómez , Rafael Sáenz y en la década de los 50 viajó a México a estudiar con el conocido muralista mexicano Diego Rivera, en la escuela nacional de pintura, escultura y grabado “La Esmeralda”, donde aprendió también el temple o témpera que es de las técnicas pictóricas más antiguas. Se menciona que fue amante de Diego Rivera.
También tuvo la oportunidad de conocer a la célebre pintora Frida Kahlo. Luego de esta experiencia y aunque influenciada por el arte Mexicano, Lola creó su propio estilo, el que siempre la caracterizó. Esto la llevó a destacarse como docente en la Corporación de arte de Fabricato . Uno de los cuadros más famosos de Lola Vélez es sin duda "Lupita" que se expone de forma permanente en el Museo de Antioquia Medellín - Colombia. También en la colección de arte de Jacques y Natasha Gelman está incluida una obra de Lola Vélez.
Días antes de su muerte regalo al artista norteamericano Mateo Blanco su famosa obra "México Lindo". En la Biblioteca Marco Fidel Suárez se encuentra una sala con su nombre.
Lola Vélez fue una de las más grandes pintoras antioqueñas. Su casa se encontraba ubicada en el municipio de Bello, Antioquia, hasta el año 2021; Año en que lamentablemente fue demolida y hoy en el terreno se encuentra un parqueadero.

## Estudios Realizados
- Escuela La Esmeralda-México
- Escuela de restauración de Chorobusco-México
- Escuela maestro Diego Rivera

## Exposiciones Realizadas
- México 1956
- Bellas Artes - Panamá 1957
- Museo de Antioquia Medellín 1957-1988-1994
- Biblioteca Marco Fidel Suárez 1992
- Museo Universitario de la Universidad de Antioquia 1995
- Politécnico Marco Fidel Suárez 1998
- Teatro Lido 1999
- San Nicolás de los Garza- México 2000